# Santa Ana (Azuay)
Santa Ana ist eine Ortschaft und eine Parroquia rural („ländliches Kirchspiel“) im Kanton Cuenca der ecuadorianischen Provinz Azuay. Die Parroquia besitzt eine Fläche von 44,47 km². Die Einwohnerzahl lag im Jahr 2010 bei 5366. Die Parroquia wurde am 27. Mai 1878 gegründet.

## Lage
Die Parroquia Santa Ana liegt in den Anden östlich des Ballungsraumes von Cuenca. Das Areal wird von den Flüssen Río Quingeo im Westen und Río Gordeleg im Osten begrenzt. Das 2740 m hoch gelegene Verwaltungszentrum Santa Ana befindet sich 10 km ostsüdöstlich vom Stadtzentrum von Cuenca. 
Die Parroquia Santa Ana grenzt im Osten an die Parroquia Zhidmad (Kanton Gualaceo), im äußersten Südosten an die Parroquia San Bartolomé (Kanton Sígsig), im Süden an die Parroquia Quingeo, im Westen an die Parroquia El Valle sowie im Nordwesten und im Norden an die Parroquia Paccha.